# Sem Meias Palavras
Sem Meias Palavras é um programa da televisão brasileira, de gênero policial, produzido e transmitido pela TV Jornal Interior, de Caruaru, afiliada do SBT.

## Enredo
Com forte caráter popular, o programa exibe matérias bem-humoradas, gravadas no estado de Pernambuco. O programa é apresentado por Edeilson Lins e conta com a participação do repórter Givanildo Silveira e Edição de Imagens de Marcio Amorim e Yugle Moraes. Em 13 de Abril de 2017, Givanildo foi afastado do programa. 
O programa é muito famoso por revelar astros no site YouTube como Caninha, Leonaldo Gomes de Lima e, possivelmente o mais famoso de todos, Jeremias. Apresentado das 12h45 às 13h30, o programa chega a ter picos de 67 pontos no ibope local.